# Argyrades
Argyrades (griechisch Αργυράδες, auch Argirades (m. pl.)) ist ein Dorf im Süden der griechischen Insel Korfu. Zusammen mit vier Dörfern bildet es einen Stadtbezirk (Δημοτική Κοινότητα Αργυράδων Dimotikí Kinótita Argyrádon) im Gemeindebezirk Korissia der Gemeinde Notia Kerkyra. Argyrades liegt etwa 30 Kilometer südlich der Inselhauptstadt Kerkyra an der Nationalstraße 25 von Kerkyra nach Lefkimmi.

## Gliederung und Einwohnerentwicklung
Argyrades wurde 1912 durch Zusammenschluss mit Marathias und Kolokythi (dem heutigen Dorf Agios Nikolaos) als Landgemeinde etabliert, 1929 wurde Kolokythi eine eigenständige Gemeinde. 1948 wurde Neochoraki nach Argyrades eingemeindet und 1971 Agios Georgios als Siedlung innerhalb der Landgemeinde anerkannt. 1997 erfolgte die Eingemeindung von Argyrades nach Korissia, welches 2011 in der Gemeinde Kerkyra aufging.
Einwohnerentwicklung von Argyrades
| Name           | griechischer Name       | Code       | 1920  | 1928 | 1940 | 1951 | 1961 | 1971 | 1981 | 1991 | 2001 | 2011 |
| -------------- | ----------------------- | ---------- | ----- | ---- | ---- | ---- | ---- | ---- | ---- | ---- | ---- | ---- |
| Argyrades      | Αργυράδες               | 3204020101 | 1057  | 1230 | 1611 | 1711 | 1567 | 1096 | 0977 | 0820 | 1000 | 0660 |
| Agios Georgios | Άγιος Γεώργιος (m. sg.) | 3204020102 |       |      |      |      |      | -    | 0158 | 0419 | 0501 | 0503 |
| Marathias      | Μαραθιάς (m. sg.)       | 3204020103 | 0105  | 0134 | 0191 | 0237 | 0269 | 0221 | 0319 | 0350 | 0332 | 0331 |
| Neochoraki     | Νεοχωράκι (n. sg.)      | 3204020104 |       |      |      | 0221 | 0208 | 0168 | 0194 | 0206 | 0200 | 0225 |
| Gesamt         | Gesamt                  | 32040201   | 1471* | 1364 | 1802 | 2169 | 2044 | 1485 | 1648 | 1795 | 2033 | 1719 |

* einschließlich Kolokythi 1920: 309 Einwohner